# Тулон (футбольный клуб)
«Туло́н» — французский футбольный клуб из одноимённого города. В настоящее время[какое?] выступает во втором Любительском чемпионате Франции. Клуб был основан в 1944 году, домашние матчи проводит на «Стад де Бон Ранконтр», вмещающем 8000 зрителей.

## История
«Тулон» был основан в 1944 году после слияния двух клубов «Sporting Club du Temple» и «Jeunesse Sportive Toulonnaise». Клуб впервые попал в высший футбольный дивизион Франции в 1959 году, после того, как предыдущий сезон в Лиге 2 закончил на третьем месте. Этот успех был не долгим, на следующий сезон команда вылетела обратно в Лигу 2. Более успешное восхождение в элиту французского футбола удалось в 1983 году, когда команда на протяжении 10 сезонов подряд (до 1993 года) участвовала в высшем дивизионе Франции. Однако за этим успехом последовала новая неудача, в этот раз финансовые проблемы, из-за которых клуб был лишён профессионального статуса и отправлен в третий дивизион. «Тулон» никогда не выигрывал Кубок Франции, но доходил до полуфинала два раза в 1963 и 1984 годах.

## Достижения
- Лига 2
  - Победитель: 1982/83
- Национальный чемпионат (Лига 3)
  - Чемпион: 1996
- Кубок Франции
  - Полуфиналист (2): 1963, 1984
- Кубок Гамбарделла
  - Финалист: 1966